# Jonah Kusi-Asare
Jonah Daniel Kusi-Asare (Sundbyberg, 4 juli 2007) is een Zweeds voetballer die bij voorkeur als aanvaller speelt. Hij speelt bij Bayern München.

## Clubcarrière
Kusi-Asare is de zoon van Jones Kusi-Asare, een Ghanees voetballer die in Zweden voetbalde. Zijn moeder is Finse. Hij voetbalde in de jeugd bij IF Brommapojkarna en AIK Fotboll. Na vier wedstrijden in het eerste elftal van AIK betaalde Bayern München in februari 2024 4,5 miljoen euro voor de boomlange aanvaller. Op 30 augustus 2024 debuteerde hij voor het tweede elftal. Op 26 april 2025 debuteerde Kusi-Asare in de Bundesliga tegen Mainz 05 als invaller voor Harry Kane.